# Lindernia srilankana
Lindernia srilankana är en tvåhjärtbladig växtart som beskrevs av Cramer och Philcox. Lindernia srilankana ingår i släktet Lindernia och familjen Linderniaceae. Inga underarter finns listade i Catalogue of Life.